# Coppa Italia (motociclismo)
La Coppa Italia motociclistica che in passato era chiamata Campionato Italiano Sport Production o più generalmente Campionato SP è una serie di competizioni motociclistiche in circuito a carattere nazionale, organizzate dalla Federazione Motociclistica Italiana e riservata a motociclette derivate dalla serie di cilindrata massima 125 cm³.

## Storia
Questa tipologia di gare, per modelli strettamente derivate da quelli di serie, vide la sua nascita nel 1984 e in alcune stagioni vide la presenza di più categorie di competizione oltre a quella rimasta fino ai giorni nostri. 
Fino al 2006 è stata organizzata direttamente dalla Federazione Motociclistica Italiana che poi, per un triennio, ha dato tale compito al Gruppo Mototemporada Romagnola, un'associazione costituita nel 2004, che riunisce i quattro moto club della Romagna: Paolo Tordi di Cesena, Celeste Berardi di Riccione, Renzo Pasolini di Rimini e Misano di Misano Adriatico. Dalla fine del 2008 è tornata nuovamente sotto l'egida della Federazione.
A partire dalla stagione 2014 viene integrata nel sistema organizzativo del campionato Italiano Velocità, smettendo pertanto di essere una competizione indipendente ma una classe del campionato nazionale.

## Regolamento
Il regolamento di questa disciplina impone l'utilizzo di veicoli di derivazione stradale (sia dell'anno in corso che di modelli più vecchi), inoltre le varie case dispongono dei kit per un'elaborazione più rapida e vendono dei modelli con il kit già montato.
I veicoli possono subire delle modifiche totali solo ad alcuni componenti delle moto, altri invece possono essere cambiati solo se disponibili nei kit ufficiali, mentre alcuni componenti oltre a non poter essere modificati nella loro costruzione standard, devono essere ancora disponibile nei listini ufficiali e rispettare le misure del costruttore, come gli pneumatici.
Nel 1992 il regolamento della classe 125 ha subito un leggero cambiamento per quanto riguarda la misura massima del carburatore, che inizialmente non aveva limitazioni dimensionali, in seguito invece limitato al diametro da 28 mm (PHBH 28) della Dell'Orto. Un'altra modifica del 2008, necessaria per l'utilizzo dei nuovi 125 che rispettano la normativa Euro III e che hanno dovuto adottare un nuovo carburatore, consente la possibilità di adottare il carburatore PHBH 28 o il VHST 28.

## Piloti famosi
Alla fine degli anni ottanta a cavallo con l'inizio dei novanta piloti quali: Loris Capirossi, Max Biaggi e Valentino Rossi corsero nella classe 125. Biaggi corse a 18 anni la sua prima gara in carriera proprio in questa categoria con la Honda, vincendo l'anno successivo il campionato con l'Aprilia, mentre Rossi in sella alla sua Cagiva Mito vinse il campionato nel 1994.

## Albo d'Oro

### Italiano Sport Production
Fonte
| anno | 125 cm³           | 125 cm³ under      | 125 cm³ over          | 350 cm³       | 500 cm³              | oltre 600 cm³         | Battle of Twins        | 750 cm³            | 750 cm³ 2c      | 750 cm³ 4c       |
| ---- | ----------------- | ------------------ | --------------------- | ------------- | -------------------- | --------------------- | ---------------------- | ------------------ | --------------- | ---------------- |
| 1985 |                   |                    |                       | Degli Esposti |                      | Di Zenzo              |                        |                    |                 |                  |
| 1986 | Serafino Foti     |                    |                       | Michele Valdo |                      | Sottile               |                        |                    |                 |                  |
| 1987 | Silvano Levantini |                    |                       |               | Alberto Petterlini   | Caluzzi Maurizio      | Tiziano Bombardi       |                    |                 |                  |
| 1988 | Gimmi Bosio       |                    |                       |               | Piergiorgio Bontempi | Giancarlo Falappa     | Baldassarre Monti      |                    |                 |                  |
| 1989 |                   | Davide Bulega      | Flavio Stefanelli     |               |                      |                       | Petterlini e Brunotti  |                    |                 |                  |
| 1990 |                   | Max Biaggi         | Paolo Aicardi         |               | Eloi Chiariotti      | Gianluca Galasso      | Danilo Toschi          | Gianluca Galasso   |                 |                  |
| 1991 |                   | Fabio Colombo      | Massimiliano Gervasio |               |                      | Vincenzo De Marco     | Massimiliano Colombari | Daniele Locatelli  |                 |                  |
| 1992 |                   | Stefano Perugini   | Roberto Bellei        |               |                      | Fabrizio Celebrano    |                        | Valerio Destefanis |                 |                  |
| 1993 |                   | Roberto Locatelli  | Giacomo Guidotti      |               |                      | Vincenzo De Marco     |                        |                    | Davide Amati    |                  |
| 1994 |                   | Valentino Rossi    | Marco Carnevale       |               |                      | Marco Risitano        |                        |                    | Luca Pasini     |                  |
| 1995 |                   | Ivan Clementi      | Filippo Cotti         |               |                      | Michele Malatesta     |                        |                    | Roberto Teneggi |                  |
| 1996 |                   | Walter Tortoroglio | Massimo Tondini       |               |                      | Camillo Mariottini    |                        |                    | Andrea Mazzali  | Marco Dall'Aglio |
| 1997 | Diego Giugovaz    |                    |                       |               |                      | Roberto Teneggi       |                        |                    | Michele Gallina | Giovanni Bussei  |
| 1998 | Lorenzo Lanzi     |                    |                       |               |                      | Norino Brignola       |                        |                    |                 |                  |
| 1999 | Danilo Azzolini   |                    |                       |               |                      | Maurizio Prattichizzo |                        |                    |                 |                  |
| 2000 | Luca Leardini     |                    |                       |               |                      | Stefano Cruciani      |                        |                    |                 |                  |

### FMI Coppa Italia
Fonte
| Anno | 125 cm³               | 125 cm³ Over     | Stock 600 cm³         | 600 cm³ Special     | Naked sino a 650 cm³ | Naked oltre a 650 cm³ |
| ---- | --------------------- | ---------------- | --------------------- | ------------------- | -------------------- | --------------------- |
| 2001 | Michel Fabrizio       |                  | Alessio Velini        |                     |                      | Serafino Foti         |
| 2002 | Patrick Mingoia       |                  | Alessandro Polita     | Giuseppe Galiè      | Andrea Cherubini     | Giorgio Cantalupo     |
| 2003 | Luca Verdini          | Marco Magistrati | Luca Scassa           | Maurizio Tumminello | Sauro Valentini      | Massimo Temporali     |
| 2004 | Alessio Palumbo       |                  | Alessandro Melone     |                     |                      |                       |
|      | 125 cm³               |                  | Stock 600 cm³         |                     |                      |                       |
| 2005 | Andrea Paoloni        |                  | Davide Convento       |                     |                      |                       |
| 2006 | Federico Biaggi       |                  | Michele Magnoni       |                     |                      |                       |
| 2007 | Alessio Capuano       |                  | Marco Bussolotti      |                     |                      |                       |
| 2008 | Christian Zaganelli   |                  | Alessio Palumbo       |                     |                      |                       |
| 2009 | Giovanni Bonati       |                  |                       |                     |                      |                       |
| 2010 | Luca Oppedisano       |                  |                       |                     |                      |                       |
|      | 125 cm³ 2T            | 125 cm³ PreGP    | 250 cm³ PreGP         | 250 cm³ 4T          |                      |                       |
| 2011 | Michael Ruben Rinaldi |                  |                       | Luca Oppedisano     |                      |                       |
| 2012 | Elia Veronesi         | Nicolò Bulega    | Fabio Di Giannantonio | Nicodemo Matturro   |                      |                       |
| 2013 | Daniele Scagnetti     | Tony Arbolino    | Nicolò Bulega         | Fausto Mincione     |                      |                       |

### Classe del campionato Italiano velocità
| Anno | 125 cm³ 2T        | 125 cm³ PreGP     | 250 cm³ PreGP     | 250 cm³ 4T     |
| ---- | ----------------- | ----------------- | ----------------- | -------------- |
| 2014 | Daniele Scagnetti | Tony Arbolino     | Stefano Nepa      | Yari Montella  |
| 2015 | Federico Drago    | Leonardo Taccini  | Celestino Vietti  | Nicola Di Rago |
| 2016 |                   | Gabriele Giannini | Leonardo Taccini  | Pedro Castaño  |
| 2017 |                   | Matteo Bertelle   | Pasquale Alfano   |                |
| 2018 |                   | Filippo Bianchi   | Alessandro Morosi |                |